# 日本國鐵EF30型電力機車
EF30型电力机车（日语：EF30形電気機関車）是日本国有铁道的电力机车车型之一，也是世界上第一种投入量产和运用的交直流两用电力机车，适用于供电制式为1500伏直流电和20千伏60赫兹的工频單相交流電的电气化铁路， 由三菱电机、新三菱重工业于1960年研制成功。

## 发展历史

### 开发背景
位于山阳本线下关至门司间、横跨关门海峡的关门铁道隧道是九州和本州之间最重要的运输通道，该线是1500伏特直流电气化铁路，自1942年通车以来一直采用EF10型电力机车担当该区段的运输任务。1961年，鹿儿岛本线门司港至久留米间完成20千伏60赫兹交流电气化改造的同时，门司车站范围内亦改为采用交流电化，并在门司车站往下关方向的咽喉区设置了交直流分相区，用来分割直流和交流电化区段。为了满足下关至门司间直通货物列车和旅客列车的牵引需要，因此开发研制了交直流两用的EF30型电力机车。

### 原型车
1960年3月19日，三菱电机、新三菱重工业完成试制了首台原型车（EF30 1）。由于EF30型电力机车的限定运用区段为下关至门司，机车只需要较低的功率即可满足交流区段短时间的低速运转需要，因此EF30型电力机车在交流区段的额定功率只有直流区段的四分之一。EF30型电力机车是以发挥牵引力为主的六轴电力机车，采用了以单电机转向架为基础的B-B-B轴式，在双机重联牵引的情况下能够在25‰长大坡道上起动1200吨货物列车。原型车落成后，因为鹿儿岛本线的交流电化尚未完成，所以首先配属于米原机关区，并在北陆本线坂田至田村间进行试运行，至1961年4月开始在九州继续进行各种试验。

### 量产车
1961年，根据原型车的试验结果而作出改良的量产车开始投入生产，同年生产了首批16台量产车（2～17）。EF30 2～17号机车的制造预算由国铁1960年度债务承担，其中6台由三菱电机、新三菱重工业制造（2～7），5台由日立制作所制造（8～12），5台由东芝公司制造（13～17）。与原型车相比，量产车的主变压器、硅整流器、牵引电动机、直流避雷器、交流避雷器、受电弓等主要电气设备均改为采用技术更成熟的产品；此外，车体外板改为采用波纹不锈钢板，车体长度亦由17,860毫米缩短为16,560毫米。
1964年，三菱电机、新三菱重工业又再生产了2台EF30型电力机车（18～19）。第二批量产车的制造预算由国铁1964年度第三次债务承担，这批机车采用了新型硅整流器，中间转向架改为采用DT118A型转向架，车窗玻璃改为以H型断面的橡胶密封条固定，而车端电气连接器的布置形式也有所改变。
1968年，三菱电机、新三菱重工业又再生产了3台EF30型电力机车（20～22）。第三批量产车是因应同年10月1日日本国铁运行图大范围调整、寝台特急列车和高速货物列车增发的需要而制造的，制造预算由国铁1968年度第三次债务承担。

### 运用
EF30型电力机车全部配属门司机关区。1961年10月1日的国铁运行图调整后，EF30型电力机车正式投入运用，专门担当关门隧道区段的牵引任务，其中，旅客列车在门司至下关之间采用单机牵引，而货物列车在门司编组站至幡生编组站（或东小仓站）之间采用双机牵引。1964年10月1日的国铁运行图调整，开行了新大阪至博多的“燕号”和“鸽子号”特急旅客列车，由直流专用的151系电力动车组担当，因此在门司至下关之间仍需要使用EF30型电力机车牵引，专门用于牵引这两对列车的机车（2～8）亦加装了配合电力动车组的控制电路系统，并将机车编号铭牌涂成红色以示区别。
1978年12月，运用时间最长的原型车首先报废，成为第一台报废的EF30型电力机车。1986年初，为了替换日渐老化的EF30型电力机车，门司机关区开始配属EF81型400番台电力机车。1987年3月，关门隧道区段的牵引任务全部转交EF81型电力机车担当，标志着EF30型电力机车正式告别历史舞台；同年3月29日，EF30 6、21号机车重联牵引临时列车完成告别运转（门司港—远贺川—下关—门司），EF81 304号机车亦与之同行。在1987年4月的国铁分割民营化之前，除了获得动态保存的EF30 3号机车外，其余EF30型电力机车均已停运报废。

## 技术特点

### 总体布置
EF30型电力机车是客货运通用的双电流制电力机车，适用于供电制式为20千伏60赫兹工频单相交流电和1500伏直流电的电气化铁路。EF30型电力机车采用全钢焊接结构箱型车体，车体形式和结构近似同时期的ED60、ED71型电力机车。车体两端各设有一个司机室，车内设有贯通式双侧内走廊连接两端司机室，车体中部设有第一辅助机械室、考虑到机车重联运用的需要，EF30型电力机车亦采用了前端贯通型的结构，司机室前端中央设有贯通门，以便乘务人员通过到另一台机车，贯通门上方并设有一盏前照灯。车顶安装有两台PS19型双臂式受电弓、交直流切换器、高速断路器、避雷器等高压电气设备。
EF30型电力机车采用车体通风系统，侧墙百叶窗是车内设备通风冷却的主要进风窗口。但由于原型车和量产车的车内设备布置不一，车体两侧的通风百叶窗和采光玻璃窗的位置也有差异。原型车的车体两侧各设有三扇采光玻璃窗和八个通风百叶窗，而量产车的车体两侧各设有三扇采光玻璃窗和六个通风百叶窗。因应机车有重联运用的需要，因此在两端排障器均各设有四个重联插座，插座使用KE57（原型车）或KE58型（量产车）电气连接器。

### 车体结构
由于关门隧道内的海水渗漏会导致盐害的问题，因此EF30型电力机车和之前的EF10型电力机车一样，车体外板和顶盖设备均采用不锈钢板，以防止海水对车体造成锈蚀；而其他暴露于车体外的金属设备和箱体，亦尽量使用例如黄铜等防腐蚀性能较好的材料。原型车的车体长度为17,860毫米，转向架中心间距为9,400毫米，车体外板采用光滑平面的不锈钢板。量产车的设备布置有所改变，车体长度缩短为16,560毫米，转向架中心间距缩短为8,800毫米；此外，量产车减少了车体外板厚度以减轻重量，因此改为采用波纹不锈钢板来保证车体刚度。虽然不锈钢车体无需涂装，但原型车仍在车体两侧加上两道红色色带，而量产车则完全没有额外涂装。

### 电气系统
EF30型电力机车是交—直流电传动的整流器式电力机车，机车主电路由空气断路器、主变压器、整流器、牵引电动机、主电阻器、电路保护装置等组成。在交流电模式时，机车从架空接触网获取高压交流电，首先由主变压器降低电压，再通过硅整流器转换成脉流电（即方向不变而只有电压变化的直流电），经过电阻调压后供电给牵引电动机。在直流电模式时，机车从架空接触网获取直流电，经过电阻调压后直接向牵引电动机供电。
由于EF30型电力机车运用于下关至门司之间，其中交流区段仅限定于门司车站内，因此机车只需要较低的功率即可满足交流区段的低速运转需要。EF30型电力机车在交流区段的额定功率只有直流区段的四分之一，因而减少了主变压器和整流装置的体积和重量。EF30型电力机车在直流区段的额定功率为1800千瓦，最高运行速度为85公里/小时；原型车在交流区段的短时功率为397.5千瓦（10分钟），量产车在交流区段的小时功率提高为450千瓦，最高运行速度为35公里/小时。

#### 主变压器
为了减少交流电气设备的功率和重量，主变压器采用了尽可能紧凑的小型化设计。原型车装用一台TM4X型壳式单相主变压器，小时制额定容量为320千伏安。量产车改为装用一台TM4型芯式单相主变压器，小时制额定容量为310千伏安。主变压器原边的额定输入电压为20千伏，额定输出电压为2×920伏特，冷却方式为强迫油循环导向风冷却。

#### 整流器
EF30型电力机车是日本第一种采用硅整流器的电力机车，取代了以往ED46、ED71型电力机车所使用的水银整流器。整流装置采用由硅二极管组成的单相全波整流电路，额定功率为450千瓦，额定整流电压为1500伏特，硅整流器和冷却通风装置采用单元式设计。原型车具有两套相同的整流装置，使用三菱电机开发的SR107型硅二极管（最大反向电压为350伏特，最大反向脉冲电压为450伏特，平均整流电流为100安倍），每套整流装置由四个桥臂组成，每一桥臂由两个並联支路组成，每个支路有十二个串联连接的硅二极管，一台机车共使用196个二极管元件。
随着电力电子器件制造技术的快速进步，二极管的性能和可靠性已大大提高（尤其是反向击穿电压），使量产车的整流装置得以大幅简化。量产车（2～17）只有一套整流装置，使用三菱电机制造的SR200F-14型二极管（最大反向电压为700伏特，最大反向脉冲电压为800伏特，平均整流电流为200安倍），整流装置由四个桥臂组成，每一桥臂由两个並联支路组成，每个支路有十个串联连接的二极管，一台机车只需使用80个二极管元件。最后期生产的量产车（18～22）更使用了功率更大的RS24型二极管，在保证整流器性能保持相同的前提下，使二极管元件数量大幅减少至24个。
除此之外，硅整流器的体积和重量也变得越来越小。原型车的每套硅整流装置（含冷却系统）的外形尺寸为800毫米×540毫米×1,750毫米，自重为400公斤（因装用两套整流装置，总重800公斤）。而量产车的硅整流装置（含冷却系统）的外形尺寸为540毫米×1,150毫米×1,750毫米，自重为580公斤，比原型车减轻了280公斤，并且使车体长度得以缩短。

#### 牵引电动机
由于搭载交流电气设备使机车重量增大，因此借鉴了此前ED46型电力机车的经验，同样采用了单电机转向架的设计，每台转向架安装一台牵引电动机，通过传动装置成组驱动两个轮对。原型车使用MT102型牵引电动机，而量产车则使用经过改良的MT51型牵引电动机。该型电动机是四极串励直流电动机，小时功率为600千瓦，额定电压为1500伏特，额定电流为430安倍，额定转速为每分钟1000转，采用强迫通风冷却。

#### 调速系统
虽然EF30型电力机车是交直流两用电力机车，但实际上是以直流区段的运用为主，因此机车主电路系统是以直流电力机车为基础，再加上基本的交流电气设备来构成。EF30型电力机车的调速控制方式和ED60、ED61型直流电力机车一样，采用超多段电阻调压以及对牵引电动机的串并联换接来达到调速的目的。虽然调压级位转换基本上是以电磁式空气接触器进行的，但考虑到关门隧道的恶劣粘着条件（关门隧道内存在海水渗漏的现象，且隧道内上坡道方向的坡度达到22‰）和列车坡停起动的可能性，因此EF30型电力机车亦设有凸轮轴控制器，以提高电力机车的调速性能和粘着性能。
EF30型电力机车在直流和交流区段分别有不同的调速级位。在直流电模式，调速控制器可使用共19个调速级位，其中串联位11级、并联位8级；在交流电模式下，由于比较着重重载货物列车的起动及牵引性能，因此可使用多达26个调速级位，其中牵引电动机三个串联位11级、牵引电动机两个串联位15级，不设并联位。

#### 辅助电路
EF30型电力机车的辅助电路用于向电动发电机和各类型通风机供电。电动发电机是由一台直流电动机和一台交流发电机组成，由架空接触网（直流区段）或整流器（交流区段）供电，将1500伏特直流电转换成100伏特60赫兹三相交流电，向机车的控制电路、照明电路、电阻器通风机和蓄电池供电，额定容量为5千伏安。牵引电动机通风机、电动空气压缩机均使用1500伏特直流电动机，供电方式与电动发电机相同。

### 转向架
机车走行部为三台二轴单电机转向架，两端转向架是DT117型转向架，中间转向架是DT118（DT118A）型转向架。转向架采用“日”字形的轻量化铸钢构架，轴箱采用传统的导柱式定位方式。转向架采用全旁承支重结构，车体重量通过六个旁承支座坐落在三台转向架上。由于牵引电动机占用了部分摇枕的空间，因此摇枕的位置显得较低，而且摇枕形状和摇枕弹簧的布置也比较特殊，以尽量减少牵引列车起动时的轴重转移。一系悬挂为轴箱两侧的螺旋弹簧。摇枕弹簧装置为构架外侧悬挂结构，中间转向架采用每侧两个并联的摇枕圆弹簧组，而两端转向架则采用橡胶弹簧。
同时期的国铁电力机车大多使用心盘来传递牵引力，再经由车体底架传递到车钩。但EF30型电力机车的特别之处，是利用转向架之间的中间联接装置直接向车钩传递牵引力。每台转向架的心盘位于牵引电动机之上，三个心盘之间由牵引拉杆连接，两端转向架又和车钩机械地耦合，车体底架基本上并无承担传递牵引力。此外，为了提高机车的曲线通过能力，中间转向架设有两段式连杆机构，当通过曲线时实现强迫横向位移，以减少中间转向架对轨道的侧压力，这项技术是新三菱重工业首先发明。
牵引电动机采用架悬式安装方式，牵引电动机通过螺栓连接完全固定于构架横梁上，即位于两个轮对之间、心盘之下，牵引电动机的重量成为簧上重量。驱动装置采用WN挠性浮动齿式联轴节驱动方式，从牵引电动机电枢轴输出的转矩，经挠性浮动齿式联轴节传递给主动齿轮（小齿轮），然后通过两个中间齿轮分别传动两个轮对的从动齿轮（大齿轮）。两根车轴的所有牵引传递齿轮均封装在同一个密封齿轮箱内，齿轮传动比为1：3.88。

## 车辆保存
- EF30 1号机车：退役后静态保存于福冈县北九州市小仓北区的胜山公园（日语：勝山公園 (北九州市)）内。后来，由于胜山公园重新发展和门司港怀旧观光线的开通，这台机车于2009年1月11日转移至北九州市门司区的和布刈公園（日语：和布刈公園）继续保存[2]。
- EF30 3号机车：曾经是唯一一台动态保存的EF30型电力机车，国铁分割民营化后由九州旅客铁道（JR九州）继承，并保存于大分运转所（今大分铁道事业部（日语：大分鉄道事業部）大分车辆中心），至1995年才正式除籍。2006年3月，除了其中一端司机室获得保留，机车其他部分被解体处理。该司机室目前保存于九州铁道纪念馆。
- EF30 20号机车：静态保存于群马县安中市的碓冰岭铁道文化村。
- EF30 21号机车：退役后曾经保存于日本货物铁道（JR货物）吹田机关区（日语：吹田機関区），至1993年因清拆扇形車库而被解体处理。